# Nits
Nits (až do roku 1992 The Nits) je nizozemská popová hudební skupina. Vznikla 1974 v Amsterdamu.

## Profil
Počet členů skupiny se měnil. V roce 2013 byli členy skupiny zpěvák a textař Henk Hofstede, Rob Kloet (bicí) a Robert Jan stips (klávesy). Nejvetším úspěchem bylo album In the Dutch Mountains (v holandských horách) z roku 1987 a stejnojmenný singl.[zdroj⁠?!]

## Členové skupiny
- Henk Hofstede (od roku 1974)
- Rob Kloet (od roku 1974)
- Alex Roelofs (1974-1981)
- Michiel Pieters (1974-1985)
- Robert Jan Stips (od 1993 do 1996, potom opět od roku 2003)
- Joke Geraets (1986-1991)
- Pieter Meuris (1991-1996)
- Martin Bakker (1991-1996)
- Arwen Linnemann (1998-2000)
- Laetitia van Krieken

## Hudební alba
- The Nits (1978)
- Tent (1979)
- New Flat (1980)
- Work (1981)
- Omsk (1983)
- Kilo (1983) (mini)
- Adieu Sweet Bahnhof (1984)
- Henk (1986)
- In the Dutch Mountains (1987)
- Hat (1988) (mini)
- Urk (1989) (triple live album)
- Giant Normal Dwarf (1990)
- Hjuvi - A Rhapsody in Time (1992) (With The Radio Symphony Orchestra)
- Ting (1992)
- dA dA dA (1994)
- Dankzij de Dijken (1995) (as FRITS, together with Freek de Jonge, in Dutch)
- Nest (1995) (compilation album)
- Alankomaat (1998)
- Hits (2000) (compilation album)
- Wool (2000)
- 1974 (2003)
- Les Nuits (2005)
- Doing the Dishes (2008)
- Strawberry Wood (2009)
- Malpensa (2012)